# Cajanus villosus
Cajanus villosus là một loài thực vật có hoa trong họ Đậu. Loài này được (Baker) Maesen miêu tả khoa học đầu tiên.